# Skotniki (województwo świętokrzyskie)
Skotniki – wieś w Polsce położona w województwie świętokrzyskim, w powiecie sandomierskim, w gminie Samborzec.
| SIMC    | Nazwa        | Rodzaj    |
| ------- | ------------ | --------- |
| 1019020 | Grądy        | część wsi |
| 0807079 | Pod Bogorią  | część wsi |
| 1019042 | Pod Klębinem | część wsi |

Miejscowa ludność katolicka przynależy do Parafii św. Jana Chrzciciela w Skotnikach.
W latach 1975–1998 miejscowość położona była w województwie tarnobrzeskim.
Przez wieś przechodzi  zielony szlak rowerowy z Sandomierza do Ujazdu.
We wsi znajduje się jednostka Ochotniczej Straży Pożarnej, której prezesem był Feliks Piotrowski. Wchodzi ona w skład krajowego systemu ratowniczo-gaśniczego (KSRG).

## Historia
Skotniki powstały prawdopodobnie za czasów panowania Mieszka I lub Bolesława Chrobrego, ponieważ w tym właśnie okresie zakładano tzw. osady służebne, które miały na celu dostarczanie różnorodnych usług czy też towarów do grodu książęcego. Sama nazwa „skotnik” oznacza wygon dla bydła. W związku z powyższym osada ta zajmowała się hodowlą bydła.
W 1167 r. księżniczka Wierzchosława, córka księcia nowogrodzkiego Wsiewołoda Mścisławowicza, żona księcia Bolesława Kędzierzawego przekazała osadę krakowskiej kapitule. 
Około 1276 r. w Skotnikach urodził się Jarosław Bogoria Skotnicki późniejszy arcybiskup gnieźnieński i zaufany doradca króla Kazimierza Wielkiego. Jego pradziadkiem był komes Mikołaj Bogoria, fundator w 1185 roku pobliskiego opactwa cystersów w Koprzywnicy. W lipcu 1279 wieś "Scotenik" wymienił biskup firmański Filip de Casate, w latach 1278-1282 legat papieski na Węgrzech i w Polsce, w łacińskim dokumencie wystawionym w Budzie na Węgrzech, który potwierdzał opatowi klasztoru cystersów w Koprzywnicy prawo do pobierania dziesięciny z szeregu polskich wsi, w tym między innymi ze Skotnik.
W latach czterdziestych XIV wieku rozpoczęto budowę kościoła w Skotnikach. Jego fundatorem był Jarosław Bogoria Skotnicki. W 1376 r. wdowa po Pawle Skotnickim prowadziła spór z klasztorem w Koprzywnicy o wystawienie młyna nad Koprzywianką. W Skotnikach miał przebywać król Kazimierz Wielki, który dość długo czekał w miejscowym dworze na podanie obiadu. Zniecierpliwiony tą zwłoką zapytał o przyczynę – odpowiedziano mu, że Skotniki nie mają bieżącej wody i muszą po nią posyłać aż do rzeki Koprzywianki. Wskutek tego król wydał przywilej pozwalający sprowadzać wodę kanałami z rzeki.
Majątek w Skotnikach (i sąsiadującej Bogorii Skotnickiej) był własnością rodziny Bogoriów Skotnickich od XII wieku (okres fundacji opactwa koprzywnickiego w 1185 r.) do reformy rolnej w 1944 r. Dwór obronny wraz z parkiem został odzyskany w 1997 r. przez Maksymiliana Skotnickiego – syna ostatniego prywatnego właściciela majątku.
W Skotnikach 13 stycznia 1894 r. przyszedł na świat Stanisław Grzmot-Skotnicki – żołnierz Pierwszej Kompanii Kadrowej Józefa Piłsudskiego, generał brygady Wojska Polskiego poległy we wrześniu 1939 r. w bitwie nad Bzurą.

## Zabytki
- Kościół parafialny pw. św. Jana Chrzciciela z XIV w., wpisany do rejestru zabytków nieruchomych (nr rej.: A.716 z 20.01.1966 i z 6.07.1977)[12]
- Cmentarz parafialny (nr rej.: A.717 z 13.06.1988)[12].
- Zespół dworski (nr rej.: A.718/1-3 z 19.12.1957, z 6.03.1967, z 6.07.1977 i z 18.04.1985)[12]:
  - dwór z II połowy XVII w., przebudowany w końcu XVIII w. i w 1983 r.,
  - park z fosą z XVIII–XX w.

## Dawne części wsi – obiekty fizjograficzne
W latach 70. XX wieku przyporządkowano i opracowano spis lokalnych części integralnych dla Skotnik zawarty w tabeli 1.

| Nazwa wsi – miasta   | Nazwy części wsi – miasta                                                                                              | Nazwy obiektów fizjograficznych – charakter obiektu |
| -------------------- | --- | --- |
| I. Gromada SAMBORZEC | | |
| 1. Skotniki          | 1. Adolfów 2. Grądy 3. Klębin 4. Na Starej Drodze 5. Otoka 6. Pod Bogorią 7. Pod Klębinem 8. Za Cmentarzem 9. Zamoście | 1. Bogoryjskie Jezioro – jezioro 2. Chłodne – łąka 3. Choinki – pole 4. Dodatki – pole 5. Gorzkówka – pole 6. Grądy – pole, łąka 7. Karaśnie – stawy, pole, łąka 8. Kępiastka – łąka, krzaki 9. Klębin – pole 10. Kościółek – pole, łąka 11. Kowalówka – pole 12. Księżyzna – pole 13. Otoka – łąka 14. Paździórki – łąka, pole 15. Pępowiec – łąka 16. Pod Szewcami – pole 17. Przyłogi – pole, łąka 18. Za Dworem – pole, łąka 19. Za Kuchnią – pole |